# KCM (cantante)
KCM, pseudonimo di Kang Chang-mo (강창모; Gwangmyeong, 26 gennaio 1982), è un cantante sudcoreano, reso popolare da una collaborazione musicale con gli artisti Hwayobi e JC Kang.
Dopo il duetto, alcuni dei suoi singoli più venduti sono stati Smile Again, The Sun's Tears, For Eunyung (은영이에게), Black-White Picture (흑백사진) e Goodbye & One & Only.

## Discografia

### Album
1. First Beautiful Mind, settembre 2004
2. Growing Up, giugno 2005
3. Love Affair, febbraio 2006
4. Kingdom, gennaio 2008
5. The Love Part 1 (album singolo), aprile 2008
6. Broom tree Vol.1 (singolo), maggio 2008

### Raccolte e compilation
1. KCM - Special Compilation - Lovers
2. SG Wannabe, KCM, SeeYa, Jang Hye Jin - All Star, gennaio 2007

### Colonne sonore
- Il potere della spada - Shadowless Sword OST, dicembre 2005
- Hwang Jin-yi OST, ottobre 2006
- Daemul OST, 2010
- W OST, 2016
- Dongnebyeonhosa Jo Deul-ho OST, 2016
- A-iga dasot OST, 2016